# Ammi Phillips
Pour les articles homonymes, voir Phillips.
Ammi Phillips (24 avril 1788–11 juillet 1865) est un peintre américain autodidacte de la Nouvelle-Angleterre, spécialisé dans les portraits. Il est considéré comme l'un des principaux artistes du folk art de cette époque.

## Biographie
Ammi Phillips est né à Colebrook (Connecticut) et commence à peindre des portraits dans les années 1810. Il travaille comme peintre itinérant dans le Connecticut, le Massachusetts et l'État de New York pendant cinq décennies. On lui attribue plusieurs centaines de portraits. Une de ses toiles figure sur un timbre américain de 1998.